# Buckethead
Buckethead, pseudonimo di Brian Patrick Carroll (Huntington Beach, 13 maggio 1969), è un chitarrista e polistrumentista statunitense, attivo in numerosi generi musicali.
Autore eccezionalmente prolifico, ha pubblicato con il nome "Buckethead" oltre trecento album in studio, uno dal vivo, quattro raccolte (tra cui un box set di tredici CD) e un EP; a questi si devono aggiungere cinque album pubblicati con lo pseudonimo di Death Cube K e numerosi lavori realizzati in collaborazioni più o meno longeve con altri artisti (per esempio con Brain, Travis Dickerson, Viggo Mortensen e in gruppi come i Cornbugs, i Deli Creeps e i Praxis), per un totale di circa cinquecento titoli pubblicati in oltre trent'anni di attività. Ha inoltre contribuito ad album di molti altri artisti e a colonne sonore cinematografiche, soprattutto dell'orrore e di arti marziali. La sua vastissima produzione musicale attraversa numerosi generi fra cui progressive metal, funk, blues, fusion, musica d'ambiente e sperimentale.
È considerato tra i grandi virtuosi della chitarra rock, per la sua grande abilità tecnica e velocità, al pari di altri celebri shredder come Steve Vai, Yngwie Malmsteen e Paul Gilbert (che è stato suo maestro); la Gibson ha anche prodotto una Les Paul signature con il suo nome, specificamente progettata proprio per lo shredding.
Altrettanto rinomata è l'eccentricità della sua immagine pubblica: estremamente riservato circa la propria vita privata, il musicista appare sempre in pubblico con una maschera che ne nasconde il volto e un secchio come cappello (da cui il suo nome d'arte) tradizionalmente della Kentucky Fried Chicken con l'aggiunta di una banda con la scritta "FUNERAL"; per qualche tempo questo fu sostituito da un secchio bianco. In occasioni pubbliche (per esempio durante le interviste) si presenta spesso con un pupazzo chiamato Herbie che parla in sua vece, mentre durante i suoi concerti è solito esibirsi in passi di robot dance e con il nunchaku, oltre a scambiare giocattoli con il pubblico.
Attraverso i propri album e il proprio sito, Buckethead ha sviluppato una propria biografia immaginaria e surreale (ricca di riferimenti alla filmografia tokusatsu, a Disney World e al cinema dell'orrore) della quale si conoscono molti più dettagli che della sua vita reale.

## Biografia

### Primi anni
Brian Patrick Carroll nacque a Huntington Beach il 13 maggio 1969 da Thomas Manley Carroll e Nancy York Carroll, nell'area di Los Angeles. Il padre lavorava come allenatore e direttore atletico in vari istituti del circuito delle scuole cattoliche californiane.
Brian iniziò a suonare la chitarra all'età di dodici anni e durante le scuole superiori iniziò a prendere lezioni di chitarra ad Huntington Beach, presso un negozio di musica chiamato "Style Music". Negli anni successivi studiò con Paul Gilbert dei Racer X. In onore dei suoi maestri, Buckethead avrebbe in seguito tenuto un concerto per il 25º anniversario dello Styles Music con il suo gruppo Deli Creeps.

### Buckethead e i Deli Creeps (1988-1991)
Dopo un primo periodo in un gruppo di scarso successo chiamato Class-X, Carroll si fece notare partecipando nel 1988 a un concorso della rivista Guitar Player con un proprio brano intitolato Brazos, che si classificò al secondo posto. La recensione del suo brano su Guitar Player recita:

Fu proprio nel 1988 che Carroll assunse l'identità pubblica di "Buckethead". Secondo quanto da lui stesso affermato, il personaggio nacque per caso: Carroll aveva visto Halloween 4 - Il ritorno di Michael Myers al cinema e aveva acquistato una maschera da Michael Myers. Dopo aver mangiato un secchiello di pollo fritto KFC, indossò la maschera e si mise in testa il secchio: 
(Buckethead intervistato da James Rotondi)
Sempre nel 1988 Jas Obrecht (direttore della stessa rivista Guitar Player) ascoltò un demo lasciatogli da Buckethead e ne fu talmente entusiasta da precipitarsi personalmente nel ristorante dove Brian stava pranzando con i genitori, per incoraggiarlo a mettere a frutto il suo talento. Nel 1989, Carroll ottenne un'altra menzione d'onore in un altro concorso con il brano Sowee.
Obrecht e Buckethead divennero in seguito amici, e nei primi anni novanta iniziarono a collaborare. I due DVD Young Buckethead Vol. 1 e Young Buckethead Vol. 2, pubblicati in seguito da Obrecht, contengono materiale video registrato nel 1990-1991 presso gli studi di Obrecht. A cavallo fra la fine degli anni ottanta e l'inizio dei novanta Buckethead fondò i Deli Creeps insieme a Maximum Bob alla voce e Pinchface alla batteria. Nel 1991 il gruppo pubblicò un demo, Tribal Rites (che includeva il brano Brazos) e si guadagnò una certa popolarità a livello locale. Si sciolse comunque poco tempo dopo; il progetto sarebbe stato ripreso solo più avanti, nel 1996. Parte del materiale originale dei Deli Creeps, inoltre, fu ripreso da Buckethead in diversi suoi album solisti.

### Primi anni da solista e Praxis (1991-1994)
Dopo la pubblicazione dei due demo Giant Robot (da non confondersi con gli omonimi album del 1994 e del 1996) e Bucketheadland Blueprints (che sarebbe stato ripubblicato come album nel 2007), nel 1992 Buckethead pubblicò il suo album di debutto Bucketheadland per l'etichetta di John Zorn, la giapponese Avant. Anche se disponibile solo per importazione, l'album ottenne recensioni positive e guadagnò una discreta attenzione. Nello stesso periodo, Buckethead venne contattato dal bassista e produttore Bill Laswell, collaboratore occasionale di Zorn, che aveva ricevuto un videoclip di Buckethead dal batterista dei Limbomaniacs Brain. Buckethead divenne così il secondo chitarrista di Laswell, in seconda linea dietro Nicky Skopelitis.
Nel 1992 Buckethead, Bill Laswell, Brain, Bernie Worrell e Bootsy Collins formarono il supergruppo Praxis, che pubblicò l'album di debutto Transmutation (Mutatis Mutandis) nello stesso anno. Buckethead avrebbe in seguito partecipato alla realizzazione di tutti gli album dei Praxis, a eccezione di 1984 e Mold. In particolare, fra il 1993 e il 1994 i Praxis incisero altri due album con Buckethead, Sacrifist (1993) e Metatron (1994).
Secondo la biografia di Anthony Kiedis Scar Tissue, nel 1993 Buckethead fece un provino alla chitarra per i Red Hot Chili Peppers, poco dopo l'abbandono di John Frusciante. Buckethead si presentò ammettendo di non aver mai ascoltato nemmeno una canzone del gruppo, e sfoggiò il proprio repertorio normale, inclusi passi di robot dance. Alla fine della sua esibizione il gruppo applaudì, ma rifiutò la sua candidatura.

Sempre nel 1994 Buckethead pubblicò un altro album solista completamente diverso dai suoi precedenti lavori, di genere ambient: Dreamatorium. Poiché in quel periodo stava trattando un contratto con la Sony Records, il chitarrista decise di firmare l'album con lo pseudonimo di Death Cube K, un anagramma di Buckethead suggerito da Tom Darter. In seguito, Buckethead conservò Death Cube K come una sorta di proprio alter ego, pubblicando con questo pseudonimo una serie di album dark ambient. Il sito ufficiale di Buckethead descrive Death Cube K con le seguenti parole:
Dello stesso anno di Dreamatorium è anche il secondo album pubblicato come Buckethead, Giant Robot. Il titolo di questo album è un riferimento alla serie televisiva tokusatsu Giant Robot, di cui Buckethead è grande fan; altri riferimenti a questa serie si trovano in molti altri album di Buckethead, incluso il suo album di debutto Bucketheadland. A questo disco hanno inoltre partecipato artisti come Iggy Pop e Bill Moseley.

### Collaborazioni e nuovi album (1995-1998)
Nel 1995 Buckethead non pubblicò album ma collaborò con artisti quali Jonas Hellborg e Michael Shrieve (Octave of the Holy Innocents) e contribuì alle colonne sonore dei film Johnny Mnemonic e Mortal Kombat.
L'anno successivo pubblicò il suo terzo album The Day of the Robot e, insieme a Brain e Pete Scaturro, formò un nuovo progetto: i Giant Robot, che nello stesso anno pubblicarono il loro album di debutto omonimo.

Nel 1997 Buckethead cominciò a lavorare a un album intitolato Buckethead Plays Disney, tuttora inedito. Secondo quanto riportato dal suo sito ufficiale:
 Nello stesso anno, Buckethead continuò a contribuire per le colonne sonore dei film Beverly Hills Ninja e Mortal Kombat - Distruzione totale e pubblicò altri album, tra cui Arc of the Testimony (secondo e ultimo album degli Arcana), Disembodied (pubblicato sotto lo pseudonimo di Death Cube K) e due album dal vivo dei Praxis, Transmutation Live e Live in Poland.
Nel 1998 uscì il quarto album, Colma, dedicato alla madre affetta da cancro al colon, mentre con i Praxis pubblicò la raccolta Collection.

### Nuovi progetti e Guns N' Roses (1999-2004)
Nel 1999 Buckethead pubblicò quello che sarebbe divenuto il disco più venduto della sua carriera solista: Monsters and Robots. A questo album hanno collaborato vari artisti, come Brain e Les Claypool dei Primus. Quest'ultimo ha collaborato anche in The Ballad of Buckethead, il primo brano della sua carriera ad aver ricevuto videoclip.
Nello stesso anno, si dedicò a numerosi altri progetti. Il primo era un gruppo chiamato Cornbugs, costituito insieme all'attore Bill Moseley, il batterista Pinchface e più tardi il tastierista Travis Dickerson. Il secondo, chiamato Cobra Strike, era invece formato da Buckethead, Pinchface, Brain, DJ Disk e Bill Laswell. I Cobra Strike pubblicarono due album: The 13th Scroll (1999) e Cobra Strike II (2000). Un terzo progetto era la collaborazione con l'attore Viggo Mortensen, con cui Buckethead aveva già realizzato un album nel 1997, One Less Thing to Worry About; nel 1999 si aggiunsero a questo altre due album, One Man's Meat (1999) e The Other Parade (1999). Gli album realizzati con Mortensen sono fuori produzione da tempo e piuttosto rari, ma parte del materiale è stato raccolto da Mortensen nella raccolta This That and the Other. Ancora del 1999 sono una rivisitazione di Live in Poland dei Praxis (intitolata Warszawa), la partecipazione alla colonna sonora del film Power Rangers - Il film e il terzo album di Death Cube K, Tunnel, prodotto da Dickerson.
Nel 2000 Buckethead venne scelto come chitarrista solista dei Guns N' Roses, partecipando alle registrazioni di Chinese Democracy e ai tour del 2001/2002, inclusi i concerti al Rock in Rio 3 e agli MTV VMA 2000, oltre ad alcune date del Chinese Democracy Tour.
Nonostante fosse ancora membro dei Guns N' Roses, nel 2001 Buckethead pubblicò il suo sesto album Somewhere Over the Slaughterhouse, l'EP KFC Skin Piles e due album con i Cornbugs, Cemetery Pinch e How Now Brown Cow. Nello stesso anno formò i Thanatopsis con Dickerson, pubblicando l'album omonimo.
Nel 2002 uscirono tre nuovi album in studio: Funnel Weaver, Bermuda Triangle e Electric Tears. Nello stesso anno, Laswell non poté partecipare con i Praxis al Bonnaroo Music and Arts Festival perciò Les Claypool decise di formare un nuovo supergruppo chiamato Colonel Claypool's Bucket of Bernie Brains. Il progetto ottenne un successo sufficiente per partecipare ad altre date dal vivo.
L'anno seguente Buckethead pubblicò il decimo album studio Bucketheadland 2 (seguito di Bucketheadland). Insieme all'attore Viggo Mortensen pubblicò Pandemoniumfromamerica mentre con i Thanatopsis pubblicò il secondo album Axiology.

Nel marzo 2004 Buckethead lasciò inaspettatamente i Guns N' Roses a causa dell'incapacità del gruppo di completare un album o un tour. Sulla sua dipartita, il cantante Axl Rose disse:
Nonostante tutto, Buckethead continuò nella sua attività solista e nel 2004 pubblicò tre nuovi album in studio: Island of Lost Minds, Population Override e The Cuckoo Clocks of Hell. Quest'ultimo include il brano Spokes for the Wheel of Torment, di cui venne realizzato un videoclip co-diretto da Syd Garon ed Eric Henry e basato sui famosi trittici di Hieronymus Bosch. Inoltre pubblicò gli ultimi due album dei Cornbugs, Brain Circus e Donkey Town, un nuovo album con Viggo Mortensen (Please Tomorrow) e l'unico album dei C2B3, The Big Eyeball in the Sky.

In un'intervista presso la Revolver Magazine, Ozzy Osbourne dichiarò di aver offerto a Buckethead il posto di chitarrista nel proprio gruppo in occasione dell'Ozzfest. Tuttavia dopo averlo incontrato cambiò rapidamente idea e rendendosi conto che il chitarrista non avrebbe mai eliminato il suo tipico costume, Osbourne disse:

### Buckethead & Friends (2005-2006)
Nel 2005 Buckethead, come "Buckethead & Friends", pubblicò Enter the Chicken tramite la Serjical Strike Records, etichetta di Serj Tankian dei System of a Down. L'album vide la partecipazione dello stesso Tankian, Maximum Bob (cantante dei Deli Creeps, di cui Buckethead era il chitarrista), Efrem Shulz dei Death by Stereo, Bad Acid Trip e altri. Inoltre è presente il brano We Are One, presente nella colonna sonora di Masters of Horror e ultimo brano di cui venne girato un videoclip. Nello stesso anno, uscirono altri due album, Kaleidoscalp e Inbred Mountain, mentre nel marzo 2006 venne pubblicato il primo DVD, Secret Recipe.
Nel 2006 partecipò alla colonna sonora del videogioco Guitar Hero II con il brano inedito Jordan. Benché Buckethead avesse già suonato il brano dal vivo, la versione del videogioco rimane tuttora l'unica in studio. La versione dal vivo era leggermente diversa e includeva di solito un medley con un'altra canzone (solitamente Post Office Buddy, dall'album Giant Robot) per poi ritornare al ritornello di Jordan. La versione di Guitar Hero II, che verrà suonata dal vivo dalla fine del 2007, contiene un particolare assolo realizzato appositamente per il videogioco.
Nello stesso anno uscirono due DVD, Young Buckethead Vol. 1 e Young Buckethead Vol. 2, contenenti filmati rari realizzati tra il 1990 e il 1991, tre concerti completi dei Deli Creeps e alcuni backstage. Uscirono poi i due album in studio The Elephant Man's Alarm Clock e Crime Slunk Scene, che contiene la celebre Soothsayer (Dedicated to Aunt Suzie). Ancora nel 2006 fu pubblicata la raccolta finale Celebrity Psychos dei Cornbugs e un nuovo album dei Thanatopsis, Anatomize.

### Nuove collaborazioni e pubblicazioni (2007-2010)

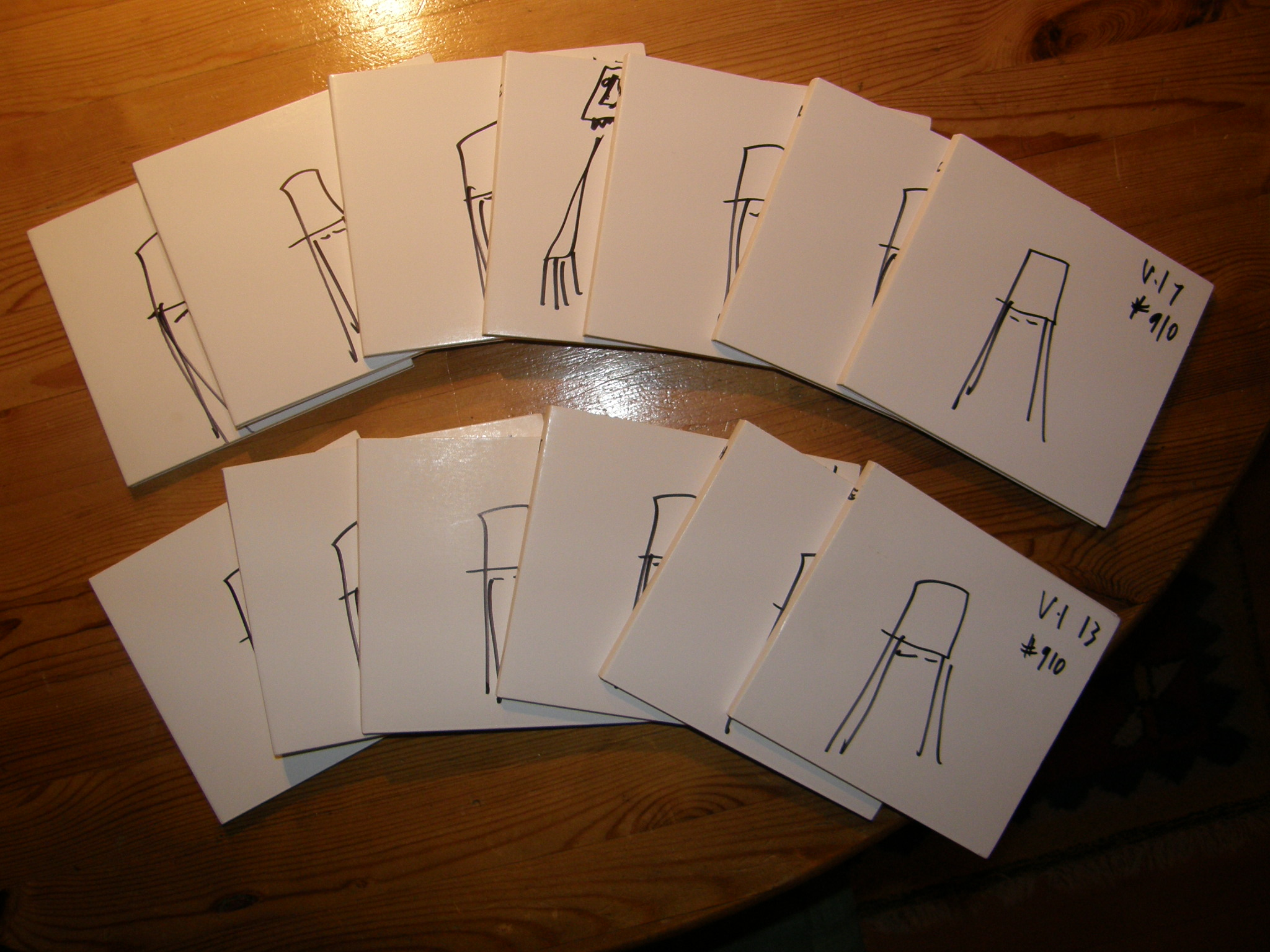
L'enorme box set In Search of The

A inizio 2007 Buckethead pubblicò In Search of The, un cofanetto composto da tredici album contenente materiale inedito. A marzo venne pubblicato il 19º album in studio, Pepper's Ghost mentre una seconda edizione speciale intitolata Acoustic Shards (disco costituito da improvvisazioni acustiche) venne pubblicata pochi giorni più tardi. In agosto uscì una riedizione del suo primo demo Bucketheadland Blueprints, con due copertine differenti: un'edizione limitata numerata a mano dallo stesso Buckethead o un'edizione standard con la copertina originale mentre in ottobre uscirono due nuovi album in studio, Decoding the Tomb of Bansheebot e Cyborg Slunks.
Nello stesso anno pubblicò come Death Cube K il quarto album in studio DCK, uscito nel mese di agosto in tiratura limitata a quattrocento copie, e Monolith, cofanetto di cinque CD contenenti un'unica traccia per ciascun album.
Il 1º gennaio 2008 fu pubblicato per il mercato giapponese l'album dei Praxis Profanation (Preparation for a Coming Darkness). Il disco fu registrato nel 2005, ma a causa di problemi legati alla casa discografica la data di pubblicazione fu posticipata.
L'anno iniziò con le pubblicazioni di From the Coop (edizione speciale contenente alcune demo realizzate nel 1988 nonché una prima biografia "ufficiale" dell'artista) e del 22º album in studio Albino Slug. Non mancano le sue partecipazioni con altri artisti: con Travis Dickerson e Brain partecipò all'album The Dragons of Eden mentre con That 1 Guy formò il gruppo Frankenstein Brothers, realizzando l'album Bolt on Neck.

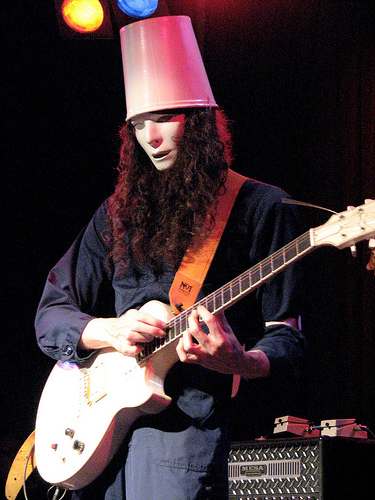
Buckethead in concerto a Seattle nel 2008

Il 23 novembre 2008 uscì l'atteso album dei Guns N' Roses Chinese Democracy. L'album contiene undici assoli di Buckethead, che ottenne i crediti per i brani Shackler's Revenge (apparso in Rock Band 2), Scraped e Sorry.
Il 30 dicembre Buckethead pubblicò due brani inediti presso il suo sito ufficiale in onore del 24º compleanno del cestista LeBron James. In seguito le tracce verranno inserite nell'album Slaughterhouse on the Prairie, pubblicato dalla TDRS Music. Nel maggio 2009 pubblicò A Real Diamond in the Rough seguito pochi mesi più tardi da Forensic Follies e da Needle in a Slunk Stack, uscito in settembre. Il mese dopo uscì l'atteso Torn from Black Space di Death Cube K.
In onore della scomparsa del cantante pop Michael Jackson, Buckethead ha pubblicato attraverso il proprio sito ufficiale un brano inedito, intitolato The Homing Beacon. Verso la fine dell'anno, la Gibson annunciò la produzione di un'edizione speciale della Les Paul firmata da Buckethead. In dicembre collaborò all'album di debutto di Travis Dickerson (fondatore della TDRS Music, etichetta che pubblicò numerosi album di Buckethead), Iconography.
Agli inizi del 2010, in seguito alla pubblicazione di Shadows Between the Sky, uscito il 5 febbraio, Buckethead ha avuto un periodo di inattività. Nel mese di marzo, la Gibson Guitar Corporation ha messo in commercio la "Buckethead Signature Les Paul", edizione speciale specificata appositamente per lo shredding.

Il 29 aprile sul sito ufficiale di Buckethead è comparso un messaggio in cui alludeva a un possibile problema di salute dell'artista: 
 Successivi messaggi pubblicati da Bootsy Collins attraverso Twitter hanno lasciato intuire che Buckethead fosse stato operato alla spina dorsale. A questo intervento si riferiscono anche abbastanza chiaramente i titoli dei brani dell'album Spinal Clock, il primo album solista pubblicato da Buckethead dopo l'operazione, interamente suonato con il banjo. Poco prima dell'uscita di questo album, il chitarrista ha pubblicato un cofanetto di cinque CD intitolato Best Regards, realizzato insieme a Brain e Melissa Reese. La collaborazione con Brain è proseguita anche nei mesi successivi con le pubblicazioni di Brain as Hamenoodle e Kind Regards (seconda parte di Best Regards), pubblicati entrambi il 13 ottobre. Una settimana più tardi, Buckethead ha pubblicato il ventinovesimo album in studio Captain EO's Voyage. Il 21 dicembre 2010 Buckethead ha pubblicato in edizione limitata un album intitolato Happy Holidays from Buckethead, contenente una cartolina di auguri. La versione regolare è stata successivamente pubblicata nell'estate del 2011 con il titolo di 3 Foot Clearance.

### Buckethead Pikes(2011-presente)

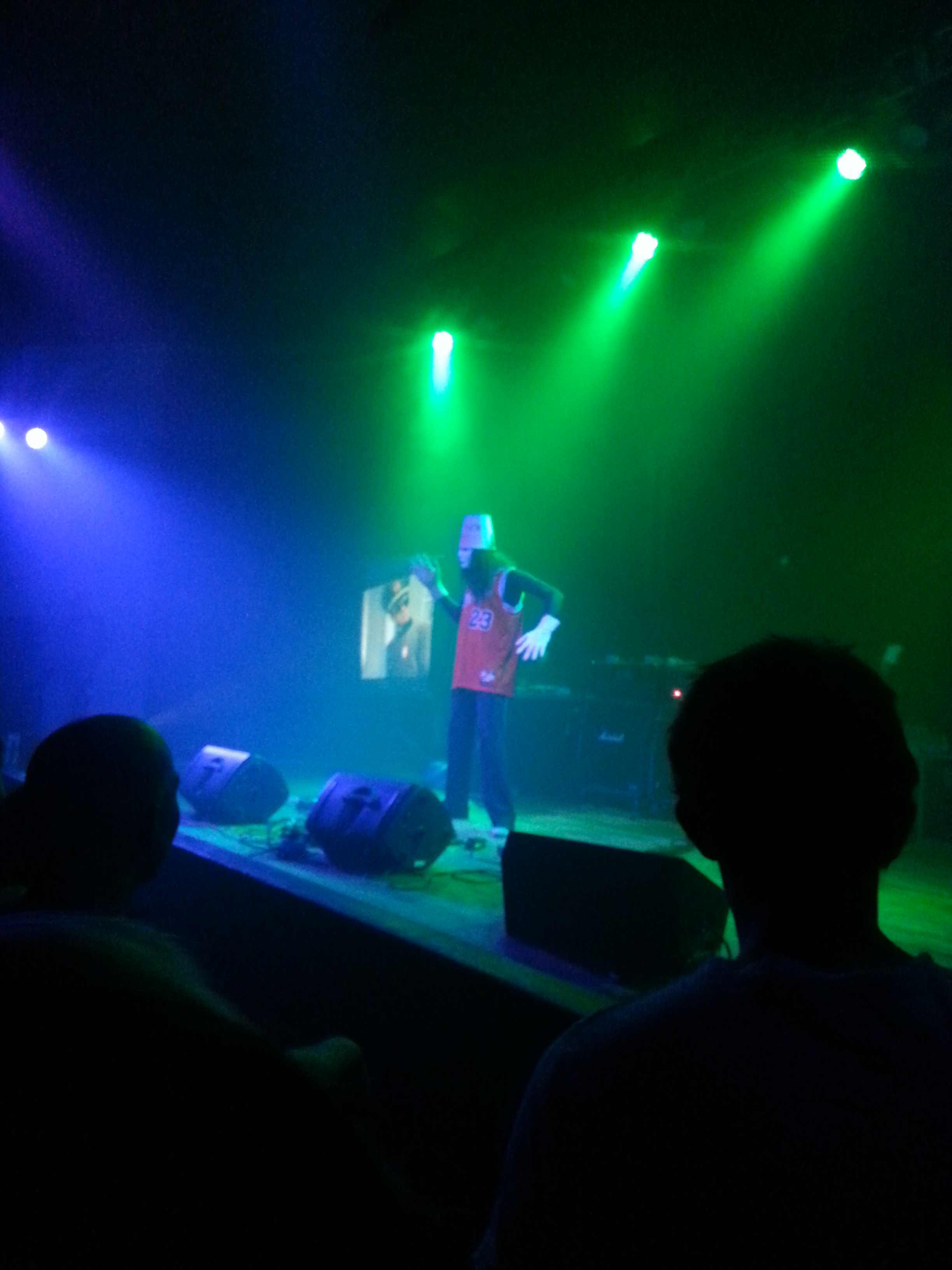
Buckethead si esibisce in passi di robot dance in un concerto del 2016

A inizio 2011 Buckethead ha annunciato la Buckethead Pikes, una serie iniziale di cinque dischi cominciata il 14 maggio con la pubblicazione del primo album It's Alive e seguito sei giorni dopo da Empty Space; il 17 agosto ha visto la pubblicazione dei successivi tre dischi appartenenti alla serie: 3 Foot Clearance (edizione regolare di Happy Holidays from Buckethead), Underground Chamber e Look Up There. Il 26 settembre il chitarrista ha collaborato con l'attore Viggo Mortensen all'album Reunion e con Lawson Rollins ai brani Slow Ascent e Ghosts of Alcazar, entrambi presenti nell'album di Rollins Elevation. Il 20 dicembre è stato annunciato il 35º album di Buckethead, intitolato Electric Sea e pubblicato il 21 febbraio 2012; tra le tracce in esso contenute vi è anche The Homing Beacon, reso originariamente disponibile nel 2008 al fine di omaggiare la scomparsa di Michael Jackson. Il 14 aprile è stato pubblicato il sesto disco della serie, Balloon Cement, seguito il 9 agosto dal settimo disco The Shores of Molokai; il 20 settembre è stata la volta di ulteriori tre album legati alla serie: Racks, March of the Slunks e The Silent Picture Book.
A partire dal 2013 Buckethead ha interrotto la propria attività dal vivo per concentrarsi esclusivamente sulla pubblicazione di materiale in studio. Nel corso dello stesso anno ha reso disponibili ben trentuno album in studio, tutti appartenenti alla Buckethead Pikes. Il primo disco dell'anno, Forgotten Library, è stato inizialmente reso disponibile nel mese di aprile in edizione limitata e numerata a trecento copie e successivamente distribuito digitalmente il 4 luglio; tra giugno e settembre sono usciti i successivi dieci album della serie, originariamente senza titolo e resi anch'essi disponibili in edizione limitata a trecento copie ciascuno, con copertine disegnate e autografate dallo stesso Buckethead; a questi album ha fatto eccezione Pike 13, la cui copertina illustra un giovane Buckethead senza maschera insieme a suo padre. Attraverso il sito apposito, il chitarrista ha rivelato che gli album sarebbero stati pubblicati anche in edizione standard, senza tuttavia specificare alcuna data di pubblicazione. Con l'uscita del 23º disco della serie, intitolato Telescape, Buckethead ha pubblicato album provvisti di titolo e copertina, oltre a una lista tracce definita. Telescape e tutti gli album fino a Wishes sono stati pubblicati esclusivamente per il download digitale e in edizione limitata e autografata dal chitarrista, ad eccezione di Pearson's Square e di Worms for the Garden, resi disponibili in edizione standard rispettivamente il 19 novembre e il 4 dicembre 2013.
Nel corso del 2014 il musicista ha incrementato ulteriormente il numero di pubblicazioni della serie, facendo uscire ben sessanta album in studio, tra cui Hold Me Forever, dedicato alla madre scomparsa. Discorso analogo anche nel 2015, anno in cui ha pubblicato centodiciotto album appartenenti alla medesima serie, tra cui uno dedicato alla memoria del padre, intitolato Heaven Is Your Home; nel mese di ottobre di quell'anno il chitarrista ha inoltre pubblicato una serie di album a cadenza giornaliera come conto alla rovescia per Halloween, dischi successivamente venduti nell'ottobre 2017 all'interno di una speciale chiave USB denominata 31 Days of Halloween: The Silver Shamrock Series.
Il 12 aprile 2016 Buckethead ha annunciato una tournée negli Stati Uniti d'America, segnando il suo ritorno sul palco dopo quattro anni di pausa. Il tour è partito tre giorni più tardi al Granada Theater di Lawrence (Kansas) e si è concluso il 30 giugno al The Highberry Music Festival di Ozark (Arkansas).

Durante il 2017 l'artista ha pubblicato altri album appartenenti alla serie, mentre a partire dal mese di aprile ha annunciato le riedizioni in vinile di alcuni album degli anni duemila, tra cui Crime Slunk Scene e The Elephant Man's Alarm Clock; nel mese di maggio ha inoltre annunciato la pubblicazione in vinile di un nuovo album intitolato 5 13 10 31, originariamente previsto per Halloween e che rappresenta il primo dai tempi di Eletric Sea a non far parte della serie. Tra settembre e ottobre ha tenuto una tournée statunitense di oltre dieci date dove è stato acompagnato da Dan Monti al basso e da Bryan Mantia alla batteria. Il 12 ottobre 2017, nel corso di un'intervista radiofonica concessa a Coming Alive Podcast, Buckethead ha rivelato di avere problemi di cuore da lui definiti «molto intensi» e che lo avrebbero condotto a un ictus:
Tra il 2018 e il 2019 si è nuovamente esibito negli Stati Uniti d'America per una serie di date che lo ha rivisto da solo e non accompagnato da musicisti aggiuntivi. Intorno allo stesso periodo ha reso disponibili solo due album legati alla serie, Fourneau Cosmique (22 febbraio 2018) e Dreamthread (4 agosto 2018), oltre ad aver pubblicato il suo primo album dal vivo Live in Bucketheadland nel febbraio 2019 e la colonna sonora del videogioco Sigil nel maggio 2019.
Il 2020 e il 2021 hanno segnato un incremento di album in studio da parte di Buckethead, che ha realizzato e pubblicato oltre venti dischi della Buckethead Pikes. Nel 2020 è inoltre uscito il film Falling - Storia di un padre, diretto da Viggo Mortensen, la cui colonna sonora (realizzata dallo stesso Mortensen con Buckethead e Skating Polly) è stata resa disponibile il 29 gennaio 2021. Durante il 2022 l'attività del chitarrista si è rivelata ulteriormente prolifica, con la pubblicazione di oltre dieci album della Buckethead Pikes più la raccolta di cinque volumi Disembodied Recordings e cinque album a nome Death Cube K, i primi dal 2009.

## Influenze
Buckethead cita una grande varietà di influenze musicali, tra cui Michael Jackson, Parliament-Funkadelic, Shawn Lane, Michael Schenker, Uli Jon Roth, Paul Gilbert, Yngwie Malmsteen, Eddie Hazel, Randy Rhoads, Larry LaLonde, Mike Patton, James Cutri, Louis Johnson, Jimi Hendrix, Jennifer Batten, The Residents, Eddie van Halen e Angus Young, oltre agli artisti con cui ha collaborato nel corso degli anni.
In aggiunta alle proprie influenze musicali, Buckethead cita una serie di personaggi non appartenenti alle scene musicali tra cui i giocatori di basket Michael Jordan, George Gervin, Blake Griffin e LeBron James, l'attore ed esperto di arti marziali Bruce Lee e numerosi telefilm appartenenti alla fantascienza e all'horror.

## Riferimenti nella cultura di massa
L'autore di fantascienza William Gibson ha usato il nome "Death Cube K" per un bar immaginario che compare nel suo romanzo Aidoru (1996). Gibson spiegò il riferimento in un'intervista ad Addicted to Noise: 

## Equipaggiamento

### Chitarre
- Gibson Buckethead Signature Les Paul[61]
- Gibson SST[62]
- Gibson 1969 Les Paul Custom[63]
- Custom built Jackson Doubleneck[64][65]
- Custom built Jackson Y2KV
- Vigier Excess Indus 4-String Bass[62]
- ESP M-II
- Ibanez Rocket Roll II

### Effetti
- BOSS DD-7 Digital Delay
- BOSS NS-2 Noise Suppressor[62]
- DigiTech Whammy II
- VOX V847 Wah
- Line 6 FM4 Filter Modulator
- Electro-Harmonix Micro Synthesizer[63]
- MXR Phase 100[62]

### Amplificatori
- Mesa Boogie Triple Rectifier head
- Mesa Stiletto Deuce II head
- Marshall JVM410H head
- Bogner Uberschall head
- Peavey 5150 head
- Matt Wells 17½-watt head wired through a Harry Kolbe 4x12 cab[63]

## Partecipazione con artisti e gruppi musicali
- con Limbomaniacs (1990)
- con i Deli Creeps (1990-2003)
- con i Praxis (1992-2011)
- con Jonas Hellborg e Michael Shrieve (1995)
- con i Cornbugs (1995-2007)
- con DJ Disk (1996-2001)
- con i Giant Robot (1996-1998)
- con i Primus (1998-1999)
- con El Stew (1999)
- con Viggo Mortensen (1999, 2003-2005, 2008-2012)
- con i Guns N' Roses (2000-2004)
- con i Colonel Claypool's Bucket of Bernie Brains (2003-2004)
- con i Buckethead's Giant Robot (2004, 2005-2006)
- con Travis Dickerson (2004-2012)
- con Brain (2007-2012)
- Frankenstein Brothers (con That 1 Guy) (2008-2012)
- con Lawson Rollins (2011)